# Gle Tunghob
Gle Tunghob är ett berg i Indonesien.   Det ligger i provinsen Aceh, i den västra delen av landet, 1 800 km nordväst om huvudstaden Jakarta. Toppen på Gle Tunghob är 250 meter över havet.
Terrängen runt Gle Tunghob är huvudsakligen kuperad, men åt nordväst är den bergig.Runt Gle Tunghob är det ganska tätbefolkat, med 58 invånare per kvadratkilometer. I omgivningarna runt Gle Tunghob växer i huvudsak städsegrön lövskog.